# Schlacht von Dhu Qissa
Die Schlacht von Dhu Qissa im Jahr 632 n. Chr. war eine Konfrontation zwischen den von Tulaiha ibn Chuwailid al-Asadī angeführten Truppen und den Truppen des Raschidūn-Kalifats.

## Hintergrund
Im Juli 632 erfuhr Abū Bakr von den Rebellenbewegungen und ergriff sofort Maßnahmen zur Verteidigung von Medina. Während Usāmas Armee an anderer Stelle stationiert war, formierte Abū Bakr eine Kampftruppe, die hauptsächlich aus den Muhādschirīn und Ansār bestand. An ihrer Spitze standen bedeutende frühe muslimische Persönlichkeiten wie ʿAlī ibn Abī Tālib, Talha ibn ʿUbaidallāh und az-Zubair ibn al-ʿAuwām. Jeder von ihnen wurde zum Befehlshaber eines Drittels dieser neu organisierten Truppe ernannt. Bevor die Abtrünnigen etwas unternehmen konnten, griff Abū Bakr mit seiner Armee ihre Vorposten an und trieb sie bis nach Dhu Hussa zurück.

## Belagerung von Medina
Die Belagerung von Medina verlief in mehreren Phasen. Kurz nach dem Abzug von Usāmas Armee umzingelten die Rebellenstämme Medina, da sie wussten, dass sich in der Stadt nur wenige Verteidigungstruppen befanden. Gleichzeitig verstärkte Tulaiha ibn Chuwailid al-Asadī, ein selbsternannter Prophet, die Rebellen in Dhu Qissa. In der dritten Juliwoche des Jahres 632 zog die abtrünnige Armee von Dhu Qissa nach Dhu Hussa, von wo aus sie einen Angriff auf Medina vorbereitete.
Die konzentrierten Rebellenverbände in der Nähe von Medina befanden sich in zwei Gebieten: Abraq, 72 Meilen nordöstlich, und Dhu Qissa, 24 Meilen östlich. Diese Verbände setzten sich aus den Stämmen der Banū Ghatafān, der Hawāzin und der Tayyi' zusammen. Abu Bakr schickte Gesandte zu allen feindlichen Stämmen und forderte sie auf, dem Islam treu zu bleiben und weiterhin ihre Zakāt zu entrichten.

## Die Schlacht von Dhu Qissa
Am nächsten Tag marschierte Abū Bakr mit seinem Hauptheer von Medina in Richtung Dhu Hussa. Da die Reitkamele alle Usāmas Armee gehörten, konnte er nur minderwertige Lastkamele als Reittiere auftreiben. Diese Packkamele, die nicht für den Kampf ausgebildet waren, flohen, als Hibal, der abtrünnige Befehlshaber in Dhu Hussa, einen Überraschungsangriff von den Hügeln aus unternahm. Daraufhin zogen sich die Muslime nach Medina zurück, und die Abtrünnigen eroberten die Vorposten zurück, die sie einige Tage zuvor verloren hatten. In Medina reorganisierte Abū Bakr sein Heer für die Schlacht und griff die Abtrünnigen in der Nacht an, um sie zu überrumpeln. Die Abtrünnigen zogen sich von Dhu Hussa nach Dhu Qissa zurück.
Die Befehlshaber der Raschidun hielten standhaft, bis sie von Abū Bakr verstärkt wurden. Am nächsten Morgen führte Abū Bakr seine Truppen nach Dhu Qissa, besiegte die aufständischen Stämme und nahm Dhu Qissa am 1. August 632 ein.

## Nachwirkungen
Tulaiha und seine Truppen wurden nach Dhu Hussa zurückgedrängt. Die besiegten abtrünnigen Stämme zogen sich nach Abraq zurück, wo weitere Mitglieder der Ghatafān, Hawāzin und Tayyi' versammelt waren. Abū Bakr ließ eine Resttruppe unter dem Kommando von an-Numān ibn Muqarrin in Dhu Qissa zurück und kehrte mit seiner Hauptarmee nach Medina zurück.
Später versammelte Tulaiha erneut Truppen, um sich den verfolgenden muslimischen Streitkräften in der Schlacht von Buzācha entgegenzustellen.